# Bruchstedt
Bruchstedt ist eine Gemeinde im Unstrut-Hainich-Kreis in Thüringen. Sie gehört der Verwaltungsgemeinschaft Bad Tennstedt mit Sitz in der Stadt Bad Tennstedt an.

## Geografie
Bruchstedt liegt im Thüringer Becken, am Südostrand des Schlotheimer Grabens, der hier dem Schambach-Oberlauf Fernebach folgt.

## Geschichte
Zu Beginn des 9. Jahrhunderts wurde Bruchstedt in einem Verzeichnis der Güter des vom Erzbischof Lullus († 786) von Mainz erbauten Klosters Hersfeld als Brutstede in Zusammenhang mit Tennstedt (Dennistede) erstmals urkundlich erwähnt.
Bruchstedt war ursprünglich eine Exklave der Unterherrschaft des Fürstentums Schwarzburg-Sondershausen inmitten des kursächsischen Amts Langensalza. 1816 gelangte Bruchstedt infolge des Wiener Kongresses mit dem umliegenden Amt Langensalza an den Kreis Langensalza der preußischen Provinz Sachsen.
Im Jahr 1847 wurde das Kirchenschiff der mittelalterlichen Dorfkirche wegen Baufälligkeit abgebrochen und im selben Jahr als schlichter Kirchsaal mit oktogonaler Apsis mit Fünfachtelschluss unter dem Patrozinium St. Johannis neu errichtet. Mit dem nun freistehenden alten Westturm wurde das Kirchenschiff auf Emporenhöhe mit einem geschlossenen Gang verbunden. Zwischen 2009 und 2016 wurde die Kirche zuletzt teilsaniert.
1913 wurde die private Langensalzaer Kleinbahn von Haussömmern nach Langensalza über Bruchstedt gebaut. Diese wurde 1967 von Haussömmern bis Kirchheilingen und 1969 ganz abgebaut.
In der Nacht vom 23. zum 24. Mai 1950 verwüstete eine von einem Unwetter ausgelöste Sturzflut des Fernebaches den Ort. Wasserhöhen bis zu 3,50 Meter Höhe wurden erreicht; ein Gutachten geht davon aus, dass die Hochwasserspitze einen Abfluss von 400 m³/s hatte. Acht Bürger und der größte Teil des Viehbestandes (u. a. 82 Kühe, 400 Schweine und 317 Schafe) wurden Opfer der Katastrophe. Sieben Einwohner wurden teils schwer verletzt. 40 Gebäude wurden völlig zerstört und über 150 Bauwerke teilweise stark beschädigt. In einer staatlich organisierten Hilfsaktion wurde der Ort durch 3000 Helfer in 50 Tagen wieder aufgebaut. Die neuen Bauerngehöfte kamen in Hanglage, dazu wurden ein Kindergarten, eine Schule und ein Kulturhaus gebaut. Auf der frei gewordenen Ortsmitte wurde ein Park angelegt. An die Katastrophennacht erinnert ein Gedenkstein mit den Namen der acht Opfer der Katastrophe. Noch heute findet alljährlich das Wiederaufbaufest in Erinnerung an die einmalige Hilfsaktion statt.

## Politik

### Gemeinderat
Der Gemeinderat Bruchstedt besteht aus sechs Gemeindevertretern. Seit der Kommunalwahl am 26. Mai 2019 setzt er sich wie folgt zusammen:
- Freie Wählergemeinschaft: 2 Sitze
- Freie Wählergemeinschaft Bürgerinitiative für Bruchstedt: 4 Sitze

### Bürgermeister
Der ehrenamtliche Bürgermeister Dominik Gary (Freie Wählergemeinschaft „Bürgerinitiative für Bruchstedt“) ist seit August 2022 im Amt.

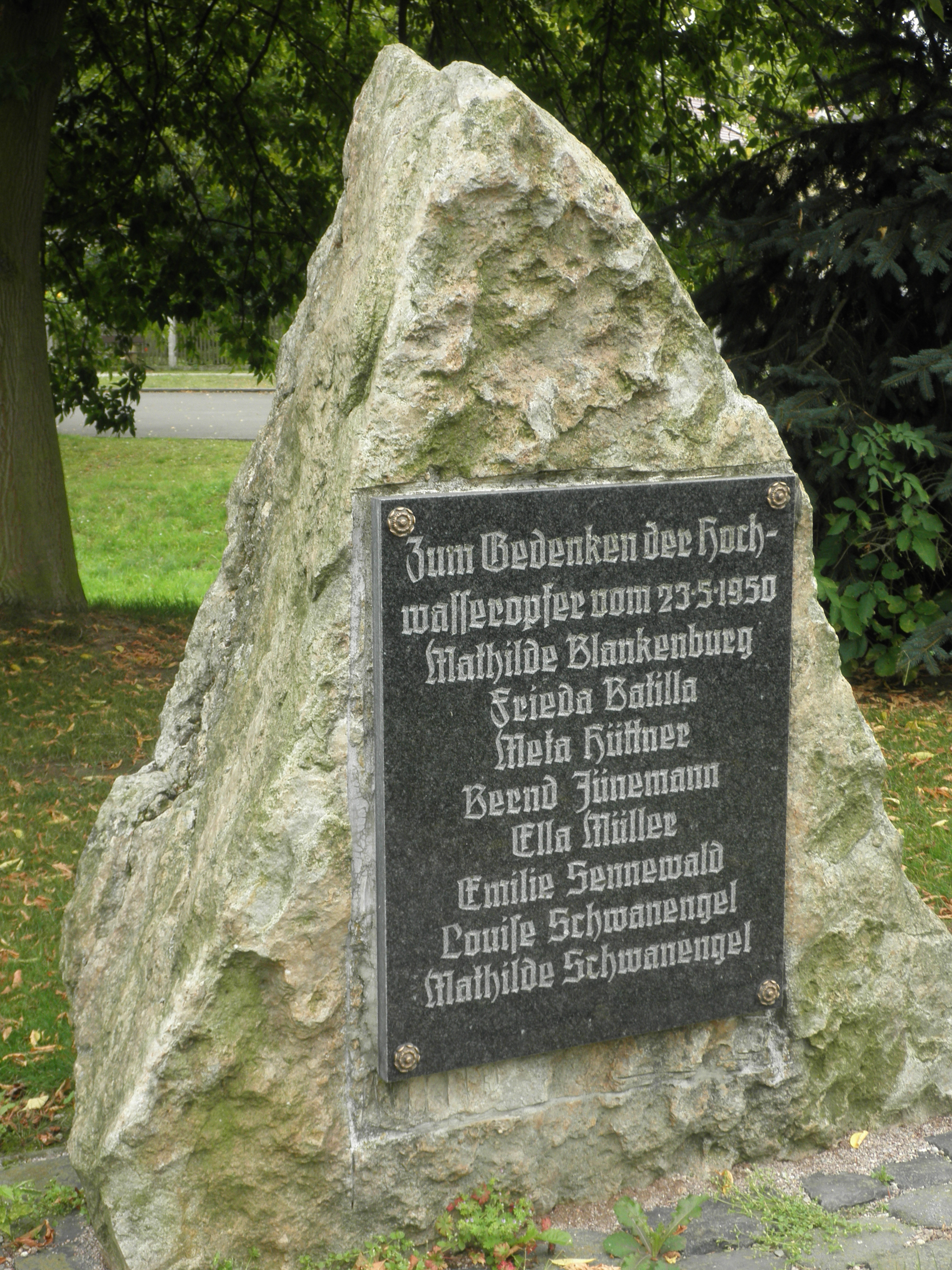
Gedenkstein
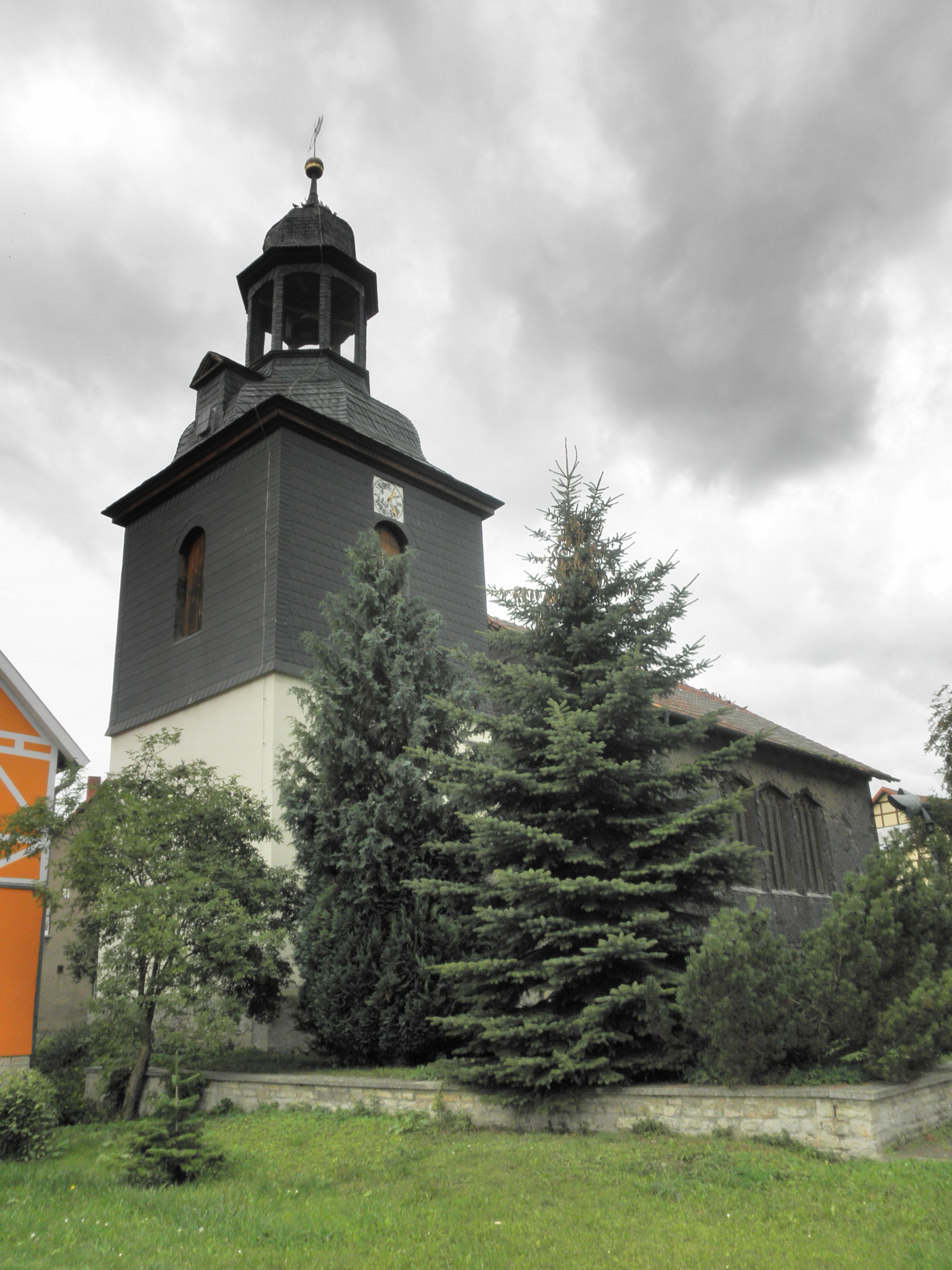
Kirche
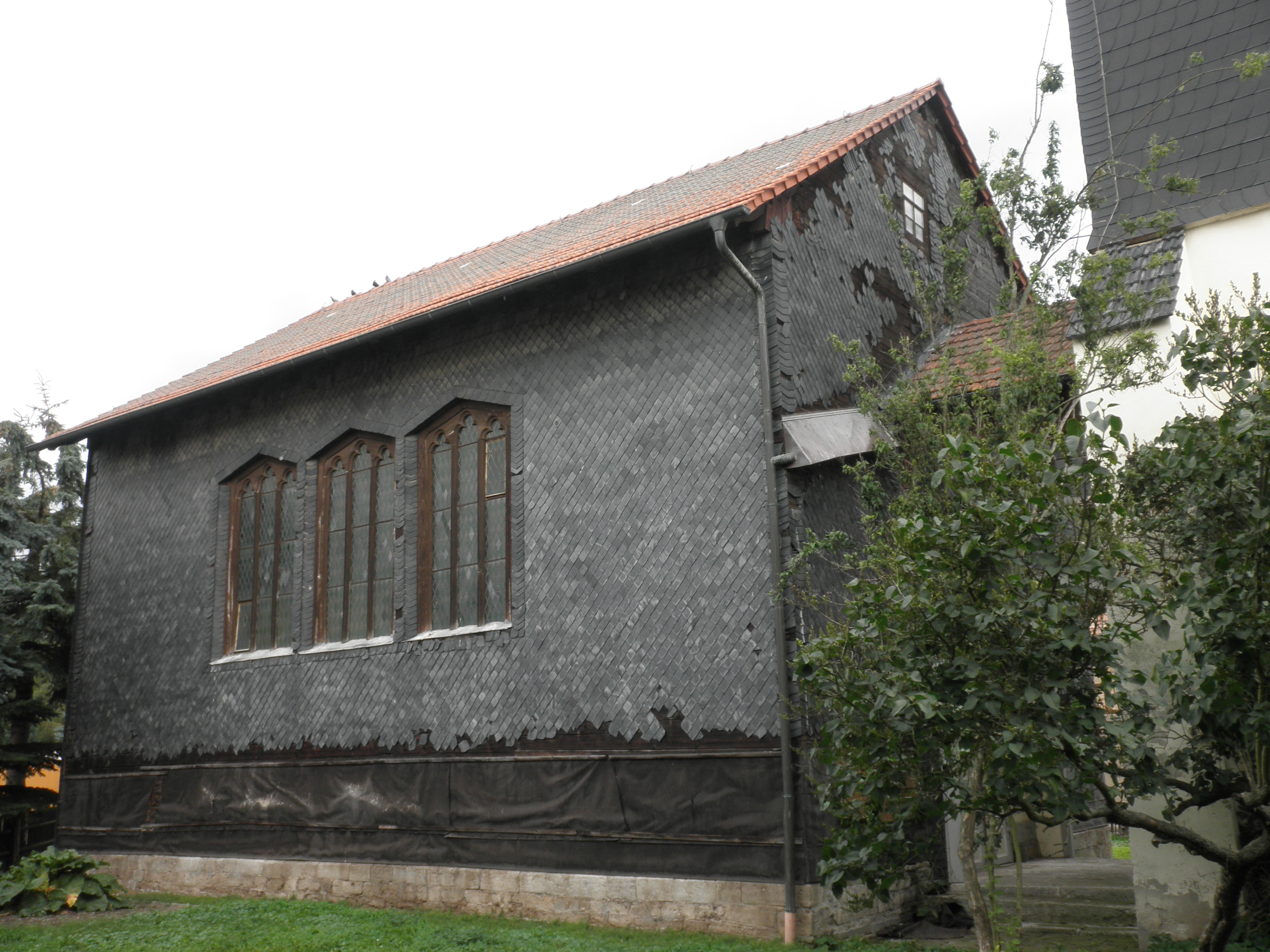
Kirchenschiff
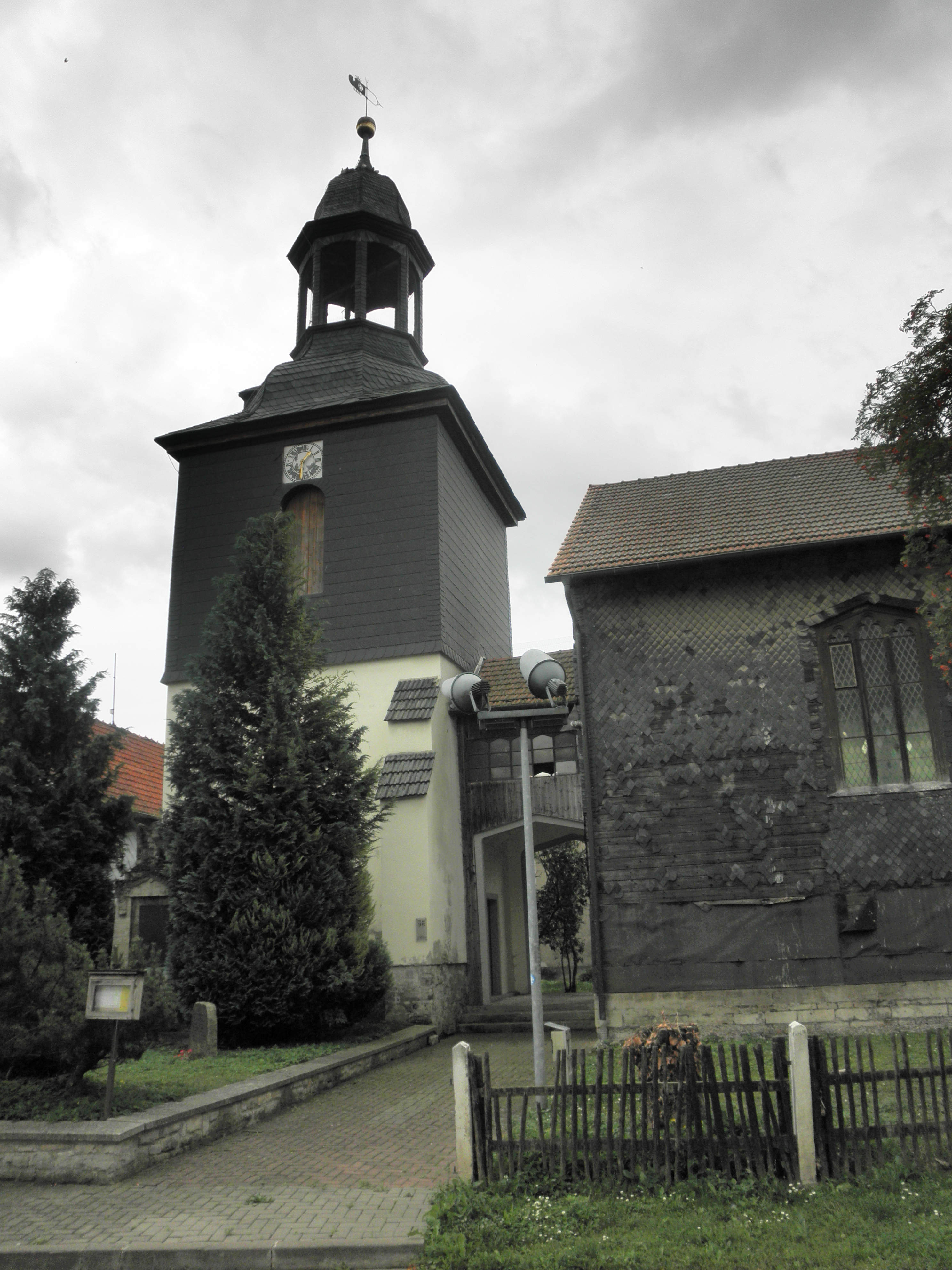
Kirchturm mit Übergang zum Kirchenschiff